# Reinier van Persijn

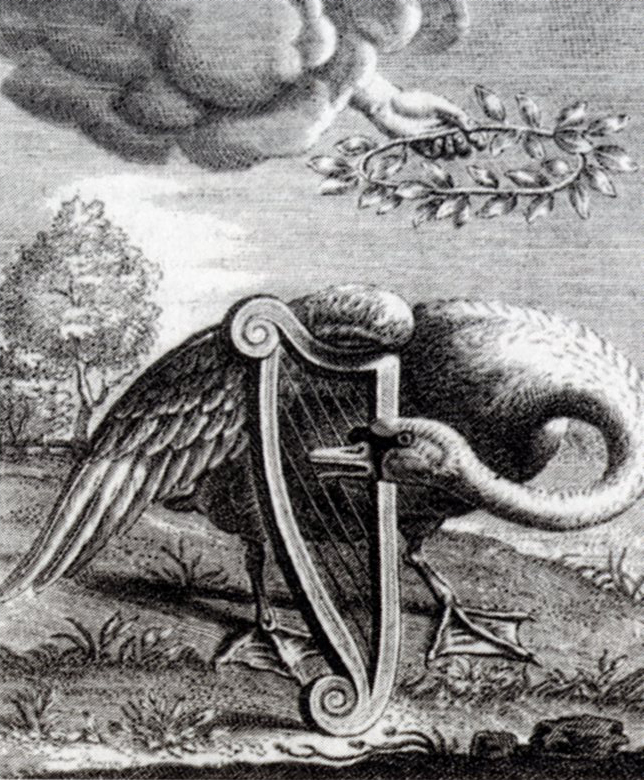
Gravure van Reinier van Persijn

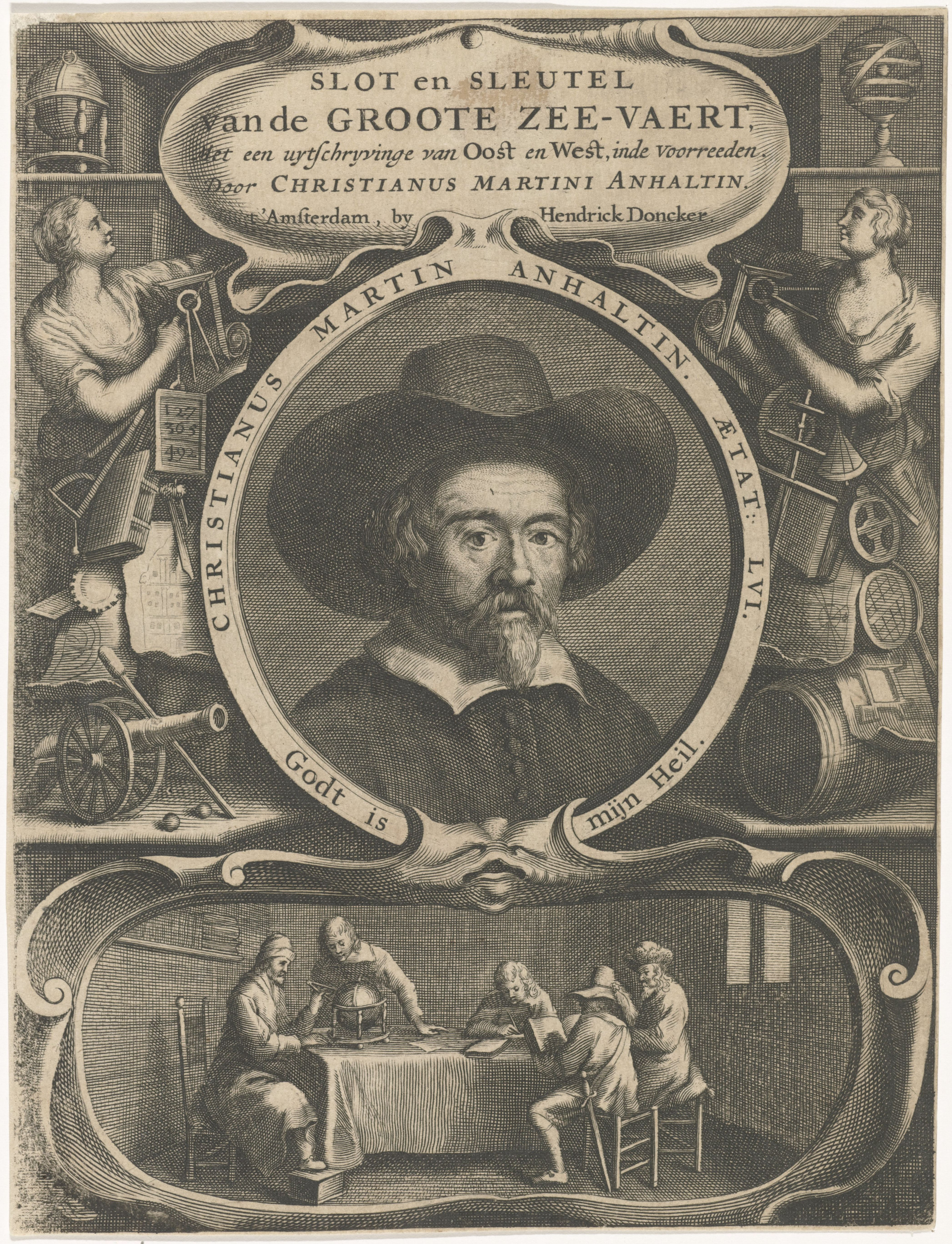
Gravure als titelpagina door Reinier van Persijn van het boek door C.M. Anhaltin, Slot en sleutel van de groote zee-vaert met een uytschrijvinge van Oost en West, Amsterdam 1659.

Reinier van Persijn (Alkmaar, 1615 - Gouda, 23 november 1668) was een Nederlands kunstschilder, graveur en tekenaar.

## Levensloop
Reinier van Persijn vertrok al op jonge leeftijd naar Rome en maakte daar deel uit van de zogenaamde “De Roomsche Schildersbent” de ‘Bentvueghels’. Zijn alias in deze bent was "Narcissis". Al voor 1642 vestigde hij zich in Gouda, waar hij in dat jaar trouwde met Elisabeth Dirks van Raemburgh. Na het overlijden van zijn vrouw hertrouwde hij in 1656 met Maria Crabeth, de dochter van Wouter Crabeth, die eveneens lid van de Bentvueghels in Rome was geweest.
Een leerling van Reinier van Persijn was de schilder Aert van Waes die bij hem, volgens de stadshistoricus Ignatius Walvis, het etsen heeft geleerd.
Van Reinier van Persijn is een uitgebreide collectie gravures bewaard in het Catharina Gasthuis te Gouda, maar ook elders zijn gravures van hem te vinden.

## Trivia
- In Gouda werd in 1903 de Van Persijnstraat naar hem genoemd.

- Biblioteca Nacional de España: XX888357
- Bibliothèque nationale de France: cb150040820 (data)
- Biografisch Portaal: 59951961
- Catàleg d'autoritats de noms i títols de Catalunya: 981058517964506706
- Stuttgart Database of Scientific Illustrators 1450–1950: 9832
- Gemeinsame Normdatei: 124414559
- International Standard Name Identifier: 0000 0001 0902 9449
- KulturNav: e7567e90-b2e8-494b-ac35-c171b16da419
- Library of Congress Control Number: nr2003025347
- Nationale Bibliotheek van Tsjechië: ola2012729439
- Nederlandse Thesaurus van Auteursnamen: 07057717X
- RKD-Nederlands Instituut voor Kunstgeschiedenis: 62810
- Istituto Centrale per il Catalogo Unico: BVEV066275
- LIBRIS: 338604
- Système universitaire de documentation: 070237573
- Union List of Artist Names: 500043426
- Virtual International Authority File: 54423575
- WorldCat: E39PBJyxj4HjkK8d6Vpy3FGJXd